# Fair Mary of Wallington
«Fair Mary of Wallington» (с англ. — «Прекрасная Мэри из Уоллингтона»; Child 91, Roud 59) — народная баллада шотландского происхождения. Фрэнсис Джеймс Чайлд в своём собрании приводит семь её вариантов, самый ранний из которых датируется 1776 или 1775 годом.

## Сюжет
Семи сёстрам напророчили, что каждая из них умрёт при рождении своего первого ребёнка. Пятеро уже покоятся с миром, а шестая выражает намерение никогда не выходить замуж, чтобы не повторить их печальную судьбу. Однако приезжий рыцарь просит её руки, и девушку против собственной воли ведут под венец. Когда её приветствует свекровь, новобрачная печально отвечает, что вскоре мать мужа получит обратно все владения, отошедшие к ней как приданое. Через определённый срок («три четверти года») она посылает весточку своей семье, прося мать приехать и говоря младшей сестре ни за что не выходить замуж и избежать страшной участи. Когда мать девушки в спешке приезжает, та уже еле жива из-за тяжёлых родов. Она раздаёт кольца матери и мужу, а затем взрезает свой живот бритвой и достаёт новорожденного наследника. В одной из версий нам сообщают, что у всех пяти сестёр младенцев приходилось доставать таким способом. В другом варианте седьмая сестра заявляет, что не намерена вообще сходиться с мужчиной, однако её мать заявляет, что той придётся, невзирая на скорый печальный конец.

Известная в Бретани баллада «Pontplancoat» близко повторяет события шотландской и, видимо, происходит из того же первоисточника. Другая, очень распространённая в Скандинавии баллада в некоторых своих вариантах имеет отдалённо похожий сюжет — это, например, норвежская «Maalfrí», исландская «Málfríðar kvæði», шведская «Herr Peder och Malfred», датская «Malfreds Død». Свен Грундтвиг собрал не менее 22 датских её версий и 2 шведских, которые, однако, не успел при жизни опубликовать.